# Scotophilus nucella
Scotophilus nucella is een zoogdier uit de familie van de gladneuzen (Vespertilionidae). De wetenschappelijke naam van de soort werd voor het eerst geldig gepubliceerd door Robbins in 1983.